# Сухару (Долж)
Сухару (рум. Suharu) насеље је у Румунији у округу Долж у општини Вела. Oпштина се налази на надморској висини од 142 m.

## Становништво
Према подацима из 2002. године у насељу је живело 232 становника, од којих су сви румунске националности.